# DFB-Futsal-Cup 2006
Der DFB-Futsal-Cup 2006 war die erste Auflage des DFB-Futsal-Cups, der deutschen Meisterschaft im Futsal. Die Endrunde fand am 8. und 9. April 2006 in der Sporthalle an der Godehardstraße in Göttingen statt. Sieger wurde der UFC Münster.

## Teilnehmer
Für den DFB-Futsal-Cup qualifizierten sich die Meister der fünf Regionalverbände des DFB. Dazu kamen drei Vizemeister.
| Platz | Nord             | West            | Südwest        | Süd                 | Nordost               |
| 1     | SVG Göttingen 07 | UFC Münster     | SVC Kastellaun | Eintracht Frankfurt | Grün-Weiß Blankenhain |
| 2     | RSV Göttingen 05 | Bayer Uerdingen |                | SB DJK Rosenheim    |                       |

## Spielplan

### Gruppe A
| Pl. | Verein              | Sp. | S | U | N | Tore    | Diff. | Punkte |
| --- | ------------------- | --- | - | - | - | ------- | ----- | ------ |
| 1.  | Bayer Uerdingen     | 3   | 2 | 0 | 1 | 006:400 | +2    | 06     |
| 2.  | Eintracht Frankfurt | 3   | 2 | 0 | 1 | 006:500 | +1    | 06     |
| 3.  | SVC Kastellaun      | 3   | 1 | 0 | 2 | 008:800 | ±0    | 03     |
| 4.  | RSV Göttingen 05    | 3   | 1 | 0 | 2 | 006:900 | −3    | 03     |

|                     | Ergebnis |                  |
| ------------------- | -------- | ---------------- |
| Eintracht Frankfurt | 3:1      | RSV Göttingen 05 |
| SVC Kastellaun      | 1:3      | Bayer Uerdingen  |
| Eintracht Frankfurt | 1:4      | SVC Kastellaun   |
| RSV Göttingen 05    | 1:3      | Bayer Uerdingen  |
| Eintracht Frankfurt | 2:0      | Bayer Uerdingen  |
| RSV Göttingen 05    | 4:3      | SVC Kastellaun   |

### Gruppe B
| Pl. | Verein                | Sp. | S | U | N | Tore    | Diff. | Punkte |
| --- | --------------------- | --- | - | - | - | ------- | ----- | ------ |
| 1.  | SVG Göttingen 07      | 3   | 2 | 1 | 0 | 012:100 | +11   | 07     |
| 2.  | UFC Münster           | 3   | 1 | 2 | 0 | 005:100 | +4    | 05     |
| 3.  | SB DJK Rosenheim      | 3   | 1 | 1 | 1 | 004:300 | +1    | 04     |
| 4.  | Grün-Weiß Blankenhain | 3   | 0 | 0 | 3 | 001:170 | −16   | 0      |

|                       | Ergebnis |                       |
| --------------------- | -------- | --------------------- |
| SB DJK Rosenheim      | 1:3      | SVG Göttingen 07      |
| Grün-Weiß Blankenhain | 1:5      | UFC Münster           |
| SB DJK Rosenheim      | 3:0      | Grün-Weiß Blankenhain |
| SVG Göttingen 07      | 0:0      | UFC Münster           |
| SB DJK Rosenheim      | 0:0      | UFC Münster           |
| SVG Göttingen 07      | 9:0      | Grün-Weiß Blankenhain |

### Halbfinale
|                  | Ergebnis |                     |
| ---------------- | -------- | ------------------- |
| Bayer Uerdingen  | 1:2      | UFC Münster         |
| SVG Göttingen 07 | 2:0      | Eintracht Frankfurt |

### Spiel um Platz drei
|                 | Ergebnis |                     |
| --------------- | -------- | ------------------- |
| Bayer Uerdingen | 7:8 i.S. | Eintracht Frankfurt |

### Finale
|             | Ergebnis |                  |
| ----------- | -------- | ---------------- |
| UFC Münster | 3:1 i.S. | SVG Göttingen 07 |